# 帖撒罗尼迦前书
《帖撒罗尼迦前书》或譯《得撒洛尼前書》（希臘語：ΠΡΟΣ ΘΕΣΣΑΛΟΝΙΚΕΙΣ Α΄），是使徒保罗写给帖撒罗尼迦教會的一封書信，為新約聖經的書卷之一，位于新約全书第13本的位置上。成書時間大約在公元52年年尾，可能是新約聖經中最古老的書卷，也可能是保罗書信中最早进入正典的作品。也是除了馬太福音之外最早以希臘文写成的圣经书目之一。
《帖撒罗尼迦前书》主題：為著教會生活的聖潔生活──事奉活神，分別成聖，並等候主來。

## 成書
多數聖經學者認為使徒保羅在哥林多寫了這封信，与西拉，提摩太共同具名。不過有一些早期抄本（包括亞歷山大抄本、莫斯昆西斯一世抄本、安格利古斯抄本）指出，保羅是在提摩太從馬其頓帶回帖撒羅尼迦教會的消息後，才在雅典寫了這封信。這封信大部分篇幅都是私人性質的，只有在最後兩章處理教義問題。信中保羅主要目的是要鼓勵和安慰那裡的基督徒，保羅鼓勵他們安靜地作工，盼望基督的再來。

### 写作背景
帖撒羅尼迦教会是使徒保罗第二次出外传道时建立的。
考慮一下帖撒羅尼迦會衆在保羅寫這封信之前的簡短歷史，便可看出保羅何以對當地的弟兄表現深摯的關懷。這群會衆一開始便遭受猛烈的逼迫和反對。在使徒行傳第17章中，路加報導保羅和西拉來到帖撒羅尼迦，“在那裏有猶太人的會堂”。一連三個安息日，保羅向猶太人傳道，根據聖經與他們推理。證據表明保羅在那裏逗留了不只三個星期，因為他曾在當地工作謀生，更重要的是，將一群會衆建立和組織起來。
使徒行傳17章4-7节叙述使徒在帖撒羅尼迦傳道所産生的影響。猶太人由於妒忌保羅在傳揚基督教方面的成功，便糾集暴民行兇。他們闖進耶孫的家，把他和其他弟兄拉到地方官那裏，喊叫説：“那攪亂天下的也到這裏來了，耶孫收留他們。這些人都違背凱撒的命令，説另有一個王耶穌。”耶孫和其他弟兄要被迫交出保狀，然後才獲得釋放。為了當地弟兄、保羅和西拉的安全起見，弟兄們乘夜打發保羅和西拉到庇哩亞去。然而，帖撒羅尼迦的會衆已建立起來了。
反對保羅的猶太人追蹤而至，以致保羅不得不停止在庇哩亞的傳教工作，轉往希臘的雅典去。雖然如此，保羅仍然渴望知道帖撒羅尼迦的弟兄們在患難下的景況。他曾兩次打算返回帖撒羅尼迦，但每一次均被「撒但擋住」。由於對這群新會衆深感關注，並且意識到他們正經歷艱難，保羅差遣提摩太返回帖撒羅尼迦，去勸慰當地的弟兄，使他們的信心更堅定。提摩太帶回令人鼓舞的消息，説弟兄們在猛烈的逼迫下仍不屈不撓，謹守忠誠。這令保羅大喜過望。這時他們已成為馬其頓和亞該亞各地所有信徒的榜樣。保羅因他們的忠信忍耐而感謝上帝，但他亦意識到，當他們繼續進至成熟地步之際，他們需要進一步的指引和勸告。因此，保羅在哥林多與提摩太和西拉一起時寫了第一封信給帖撒羅尼迦人。

### 考證
大多數新約聖經學者認為帖撒羅尼迦前書是真實的，雖然19世紀中葉一些學者曾質疑其真實性，當中最知名的是克莱门特·施拉德和鲍尔。帖撒羅尼迦前書和其他公認的保羅書信，無論是在風格和內容都一致，同時也肯定帖撒羅尼加後書為保羅的作品。
帖撒羅尼迦前書2:13-16常常被認為是“後保羅的添改”（post-Pauline interpolation）。有下列幾個對於內容的質疑：（1）被認為與保羅其他書信的神學不相容：在別處保羅歸耶穌的死是因為“這個世上的掌權者”（哥林多前書2:8），而不是因為猶太人，並且其他地方保羅也寫到，猶太人沒有被神遺棄“以色列全家都要得救”（羅馬書11:26）。根據帖撒羅尼迦前書1:10，神的憤怒將會來到，而不是已經顯現。 （2）第一次猶太戰爭以前，歷史上的基督徒並沒有廣泛地受到巴勒斯坦猶太人的迫害。 （3）帖撒羅尼迦前書對於“效法”的概念，在2章14節的是特殊的。 （4）以不定過去式"eftasen"（神的憤怒“已臨到”），指耶路撒冷的毀滅。 （5）帖撒羅尼迦前書2:13-16的語法被認為顯著偏離周圍上下文。
帖撒羅尼迦前書5:1-11有時也被認為是另一個“後保羅的添改”，具有許多的路加的語言和神學特徵，用來修正保羅在前段（帖前4:13-18）對於基督會在當時再來的期待。
其他學者，像是施密塔尔斯、艾克哈特、德姆克和蒙羅，發展了關於帖撒羅尼迦前後書編修和添改的複雜理論。

### 正典化
本书列在馬吉安的经表内（主后130年），也在穆拉多利–福拉门正典之内（170年），西乃抄本（160年）和老拉丁译本中皆有（170年）。此外愛任纽（175年），特土良（190年），亚历山大的革利免也都在他们的书信中引用过。
許多最早期的聖經書目，包括穆拉托里殘片在內，均指名提及這本書。帖撒羅尼迦前書曾被許多早期教會學者所引述或提及，伊里奈烏斯（公元第二世紀）更指名引述這本書。成於大約公元200年的徹斯·貝蒂蒲草紙抄本第2號（P46）含有帖撒羅尼迦前書，現存於比利時根特的第三世紀蒲草紙抄本（P30）也包含帖撒羅尼迦前、後書的殘片。

## 本书的大纲
- 1至2章提到过去的事情：
  - 1章时说到帖撒罗尼迦教会如何接受了福音，接受福音之后对他们发生了什么状况；
  - 2章1-16節说到保罗等如何传福音，又给教会立了榜样；
  - 2章17節至3章13節说到福音的使者对接受福音者的关系。
- 4至5章是劝勉：
  - 4章1-8節：勿淫乱；
  - 4章9-12節：当作工；
  - 4章13節至5章11節：安慰，死去的人必复活，活著的人也必被提；
  - 5章12-22節：符合福音原则的一些勉励；
  - 5章23-28節：一些勉励。

## 主要内容

### 帖撒羅尼迦人是其他信徒的榜樣
（覆盖帖撒罗尼迦前书1章1至10节）保羅在致帖撒羅尼迦人的信裏首先稱讚他們的忠信工作，出於愛心的勞苦，以及因希望而有的忍耐。好消息得以傳給他們並不單在乎言語，也在乎權能並充足的信心。帖撒羅尼迦人效法保羅為他們所立的榜樣，“蒙了聖靈所賜的喜樂”，領受真道，並且成為馬其頓、亚细亚和甚至更遠地區所有信徒的榜樣。他們完全捨棄偶像，“要服事那又真又活的上帝，等候祂兒子從天降臨”。

### 保羅對帖撒羅尼迦人的仁愛關注
（覆盖帖撒罗尼迦前书2章1節至3章13节）保羅和他的同伴在腓立比受辱之後鼓起勇氣向帖撒羅尼迦人傳道。他們這樣行不是為了討人的喜歡，不是要諂媚人，也不是要得人的榮耀；相反，正如保羅所説，“我們在你們中間存心温柔，如同母親乳養自己的孩子。我們既是這樣愛你們，不但願意將上帝的福音給你們，連自己的性命也願意給你們，因你們是我們所疼愛的。”他們不住的勸勉帖撒羅尼迦人，如同父親對待子女一樣，要他們行事對得起那召他們進祂國、得祂榮耀的上帝。
保羅稱讚他們敏於接受好消息，因這好消息的確是“上帝的話語”。他們並不是唯一受自己同胞所逼迫的人，因為猶太人中最早歸信的人也曾在其他猶太人手中遭受類似的逼迫。保羅由於擔心他們的景況，自己曾兩次想探望他們，卻受到撒但所阻撓。對保羅和他的同伴來説，帖撒羅尼迦的弟兄是他們所誇的冠冕，他們的“榮耀和喜樂”。最後保羅不能再忍受全無他們的音訊，於是差遣提摩太到帖撒羅尼迦去，以便强化他們的信心和安慰他們。現在，提摩太剛剛帶着好消息回來，説他們靈性興旺、愛心洋溢；保羅為此大感安慰和喜樂。保羅感謝上帝，禱告求上帝賜予他們更大的增長，使他們彼此切實相愛，以求在主耶穌來的時候可以在父上帝面前“無可責備”。

### 過聖潔的生活
（覆盖帖撒罗尼迦前书4章1至12节）保羅勸勉帖撒羅尼迦人行事要討上帝喜悅，並鼓勵他們要更加努力。要“各人曉得怎樣用聖潔、尊貴守着自己的身體，不放縱私慾的邪情。”在這件事上，任何人都不應侵犯弟兄的權益，因為上帝召他們，“本不是要他們沾染汙穢，乃是要他們成為聖潔。所以那棄絶的，不是棄絶人，乃是棄絶⋯⋯上帝。”保羅稱讚帖撒羅尼迦人彼此表現愛心，並勸勉他們在這方面再接再厲。要立志過安靜的生活，辦自己的事，親手作工，並“向外人行事端正”。

### 復活的盼望
（覆盖帖撒罗尼迦前书4章13至18节）關於在主裏睡了的人，弟兄們不必像那些沒有指望的人一樣憂傷。他們若相信耶穌死而復活了，那已經在耶穌裏睡了的人，神也必將他們與耶穌一同帶來。當主降臨時，祂會從天而降，有呼叫的聲音和天使長的聲音，又有神的號吹響；“那在基督裏死了的人必先復活。”此後，存留的人會“被提到雲裏，在空中與主相遇”，永遠與主同在。

### 主的日子臨近之際，要保持警醒
（覆盖帖撒罗尼迦前书5章1至28节）主的日子會來到，好像夜間的賊一樣。人正説「平安穩妥」的時候，災禍忽然臨到他們，如同產難臨到懷胎的婦人一樣，他們絕不能逃脫。因此，帖撒羅尼迦人要保持警惕，行事像“光明之子”和“白晝之子”，頭腦清醒，“把信和愛當作護心鏡遮胸，把得救的盼望當作頭盔戴上”。現在便是他們要彼此勸慰，互相造就的時候。所有人都當敬重那些在他們中間勞苦的人，就是在主裡面治理他們、勸戒他們的。在另一方面，不守規矩的則要警戒，軟弱的要勉勵，也當向所有人表現恆忍；並要常常要追求良善。”
最後，保羅提出末了的勸勉：要常常喜樂，不住地禱告，凡事謝恩；不要消滅聖靈的感動；不要藐視先知的講論。要凡事察驗，善美的要持守，各樣的惡事要禁戒不做。接着他禱告祈求賜平安的上帝使他們全然成聖，他們的靈、魂與身子得蒙保守，在主耶穌基督降臨的時候，完全無可指摘。在信的結尾，他親切地提出鼓勵，並且囑咐他們要把這信念給衆弟兄聽。

## 基督新教觀點

### 信徒的友爱
保羅在這封信裏向弟兄們表現出仁愛關注的精神。他和他的同工在温厚的感情方面立下崇高的榜樣，不但把上帝的好消息傳給帖撒羅尼迦人，甚至連性命也願意給他們。所有監督都應當努力與會衆養成如此親密的友愛關係！這樣的愛心表現可以激勵大家彼此相愛，正如保羅所説一般章“又願主叫你們彼此相愛的心，並愛衆人的心都能增長、充足，如同我們愛你們一樣。”在上帝的所有子民當中，這種甘心樂意地表現出來的愛具有極大的造就作用。這可以强化人的心，當“主耶穌同他衆聖徒來的時候，得以在我們父上帝面前，心裏堅固，成為聖潔，無可責備。”這也使基督徒與這個不道德的腐敗世界保持分離，這樣他們便能够行事聖潔而取悦上帝。

### 劝告的技巧
關於在基督徒會衆中向人提出機巧、仁慈的勸告，這封信立下一個優良的模範。即使帖撒羅尼迦的弟兄十分熱心忠信，他們仍有需要糾正之處。然而在每個事例上，保羅均稱讚弟兄們的優點。例如他警告他們務要避免道德上的污穢時，首先稱讚他們努力行事取悦上帝，然後敦促他們要更加完全的去做，各人用聖潔尊貴守着自己的身體。他稱讚他們懷有愛弟兄的心之後，接着勸勉他們要在這方面“更加勉勵”，安分守己，在外人面前過端正的生活。保羅機巧地吩咐弟兄們，“或是彼此相待，或是待衆人，常要追求良善”。

### 关于主耶穌的再來
保羅在四個場合提及耶穌基督的“再來”。帖撒羅尼迦新近歸信的基督徒顯然對這個教訓非常感興趣。帖撒羅尼迦的弟兄們將盼望集中於主耶穌再來之上，對上帝滿懷信心，等候「祂兒子從天降臨，就是祂從死裏復活的耶穌」，好拯救他們脱離將臨的忿怒。同樣，今日一切盼望主耶穌再來的人必須留意帖撒羅尼迦前書的良好勸告，要充滿愛心，保持堅定，無可指責，從而能够「行事對得起那召他們進入祂國、得祂榮耀的上帝」。

### 阅读圣经
- 帖撒羅尼迦前書 （页面存档备份，存于）
- 帖撒罗尼迦前书 （页面存档备份，存于）